# 杜防
杜防（?—?），辽兴宗、辽道宗时南府宰相、右丞相。辽朝涿州归义（今河北省高碑店市东南）人。

## 生平
辽圣宗开泰五年（1016年）杜防中进士甲科。累進起居郎、知制诰。当時人評价他有宰相之器。太平年间，迁政事舍人，拜枢密副使。重熙九年（1040年），西夏与北宋交战，北宋派遣郭稹出使契丹，请求契丹斡旋西夏。辽興宗派遣杜防出使西夏，和解夏宋关系，归拜参知政事，被韓紹芳、劉六符憎恨。重熙十二年（1043年）韓紹芳被罷免，杜防被興宗信任。重熙十三年（1044年），任南府宰相。重熙十五年（1046年），杜防生子，興宗到杜防的宅邸祝贺，賜名王門奴。重熙十六年（1047年），因奏事有误受责罚，出为武定军节度使。重熙十七年（1048年）复召为南府宰相。21年（1052年）秋，祭祀仁德蕭皇后，興宗与儒臣賦詩，杜防被評为第一、被賜金带。道宗即位，杜防我大行皇帝山陵使。清宁二年（1056年）拜右丞相，加尚父。死后谥元肃，赠中书令。

## 子
杜公謂，辽道宗时曾任枢密直学士。大安元年（1085年）为参知政事，后拜南府宰相。

## 延伸阅读
[在维基数据编辑]
 《遼史/卷86》，出自脱脱《遼史》